# Нат
 Тази статия е за единицата за измерване на информация.  За френската актриса вижте Мари-Жозе Нат.  
Нат (символ: nat) е единица за информация или информационна ентропия – един нат е информационното съдържание на събитие с вероятност на възникване 1/e, където e е неперовото число.
Натът е свързан с естествения логаритъм и степените на e, вместо със степените на 2 и двоичния логаритъм единицата шанън (Sh). Един нат се равнява на 1ln 2 Sh ≈ 1.44 Sh.